# Michael Muhr (politik)
Michael Muhr (30. června 1845 Wels – 21. ledna 1912 Linec) byl rakouský politik německé národnosti z Horních Rakous, na přelomu 19. a 20. století poslanec Říšské rady.

## Biografie
Byl synem obchodníka. Vyučil se na řezníka. Profesí byl řezníkem. Zasedal za konzervativce v obecní radě v Linci. Byl aktivní v katolických spolcích.
Byl i poslancem Říšské rady (celostátního parlamentu Předlitavska), kam usedl ve volbách roku 1897 za kurii městskou v Horních Rakousích, obvod Freistadt, Leonfelden atd. Ve volebním období 1897–1901 se uvádí jako Michael Muhr, majitel domu, bytem Linec.
Ve volbách roku 1897 kandidoval do Říšské rady za Katolickou lidovou stranu. Kandidoval i ve volbách roku 1901, ale porazil ho liberální protikandidát.
Zemřel v lednu 1912.